# 比企能員の変
比企能員の変（ひきよしかずのへん）は、鎌倉時代初期の建仁3年（1203年）9月2日、鎌倉幕府内部で起こった政変。2代将軍源頼家の外戚として権勢を握った比企能員とその一族が、北条時政の謀略によって粛清、族滅された。比企能員の乱、比企氏の乱、小御所合戦とも。

## 背景
鎌倉幕府初代将軍である源頼朝の死後、18歳の嫡男頼家が跡を継ぐが、3か月で訴訟の裁決権を止められ、十三人の合議制がしかれて将軍独裁は停止された。合議制成立の数か月後（頼朝の死から1年後）、将軍頼家の側近であった梶原景時が御家人らの糾弾を受けて失脚し、一族とともに滅ぼされる（梶原景時の変）。侍所所司として将軍権力を行使する立場で御家人たちに影響力のあった景時という忠臣を失ったことは、将軍頼家に大きな打撃となる。
景時亡き後、頼家を支える存在として残されたのは、自身の乳母父であり舅でもある比企能員であった。能員は、頼朝の乳母でその流人時代を支えた比企尼の養子として比企氏の家督を継ぎ、頼朝の信任を受けて嫡男頼家の乳母父となった。また能員の娘若狭局は頼家の側室となって嫡男一幡を産み、比企氏が将軍家外戚として権勢を強めていた。
この比企氏の台頭に危機感を持ったのが、頼家の母北条政子（尼御台）とその父時政である。時政は頼家の後ろ楯となる勢力からは外されており、代替わりとともに将軍外戚の地位から一御家人の立場に転落していたのである。

## 吾妻鏡の描く事件の経過
以下は鎌倉幕府末期に得宗専制の立場から編纂された史書『吾妻鏡』の描く事件の経過である。
建仁3年（1203年）
- 1月2日：頼家の嫡男一幡が鶴岡八幡宮に参詣した。巫女を介して託宣があり、「今年中に関東で事件が起こるであろう。若君が家督を継いではならない。崖の上の木はその根がすでに枯れている。人々はこれに気付かず、梢が緑になるのを待っている」と不吉の前兆を述べる。
- 2月4日：千幡（実朝）の鶴岡八幡宮参詣が行われ、北条義時・結城朝光が補助した。
- 3月：頼家の体調不良あり。
- 5月19日：頼家の命により、阿野全成が謀反の疑いで大倉御所に監禁される。武田信光が生け捕り、宇都宮朝業に預けられる。翌20日、頼家が政子に使者比企時員を使わし、全成の妻である阿波局の身柄の引き渡しを要求するが拒否される。全成は25日に常陸国へ配流となり、6月23日には頼家の命により八田知家が下野国で全成を誅殺した。24日には京にいた全成の子頼全を誅殺する命令が源仲章と佐々木定綱に下され、7月16日には在京御家人によって東山延年寺で誅殺される。
- 5月末から6月にかけて狩猟に出かけた頼家が、仁田忠常らに洞穴を探索させて神罰に触れたという記事が続く。
- 7月4日：鶴岡八幡宮の鳥の首が落ちたことなどの不吉の兆候を示す挿話が並べられる。
- 7月20日：頼家が急病に倒れる。
- 8月27日：頼家の容体が危篤と判断されたため家督継承の措置がとられ、関西38カ国の地頭職は弟の千幡に、関東28カ国の地頭職並びに諸国惣守護職が嫡男の一幡によって継承された。すると一幡の外祖父・比企能員は千幡との分割相続となったことに憤り、外戚の権威を笠に着て独歩の志心中に抱き、謀反を企てて千幡とその外戚以下を滅ぼそうとした。
- 9月2日
能員が娘若狭局を通じて頼家に北条時政を討つように訴えると、頼家は能員を病床に招いて時政追討の事を承諾した。これを政子が障子の影から立ち聞きし、事の次第を時政に知らせる。時政は大江広元に能員征伐を相談すると、広元は明言を避けつつもこれに同意する。そこで時政は仏事にこと寄せて能員を名越の時政邸に呼び寄せる。
能員は一族に危険であると引き留められるが、武装してはかえって疑いを招くといって平服で時政邸へ向かった。時政邸では時政とその手勢が武装して待ち構え、天野遠景・仁田忠常が廷内に入った能員の左右の手を掴んで竹藪に引き倒し誅殺した。
逃げ帰った能員の従者が能員遭難を知らせると、比企一族は一幡の邸である小御所に立て籠もる。するとこれは謀反であるとして政子が比企討伐の命を下し、軍勢が小御所へ向けて進発する。
この軍勢は北条義時を大将とし、北条泰時、平賀朝雅[注釈 1]、小山朝政、同宗政、同朝光、畠山重忠、榛谷重朝、三浦義村、和田義盛、同常盛、同景長、土肥維平、後藤信康、所右衛門尉朝光、尾藤知景、工藤行光、金窪行親、加藤景廉、同景朝、仁田忠常らが加わっていた。
比企側は能員の子比企三郎、同四郎時員、同五郎、猶子の河原田次郎、娘婿の笠原十郎親景、中山為重、糟屋有季らが防戦し、決死の抵抗を続けたため戦闘は申の刻まで続き、寄せ手は御家人や郎従に複数の負傷者を出して退却した。すると今度は畠山重忠が壮力の郎従を繰り出して比企一党を攻め立てた。
力尽きた比企側は館に火を放ち、それぞれ一幡の前で自決し、一幡も炎の中で死んだ。能員の嫡男比企余一兵衛尉は女装して戦場を抜け出したが、道中で加藤景廉に首を取られた。時政が大岡時親を派遣して死骸を検分させた。夜に入って能員の舅渋河兼忠が誅殺された。
- 3日：能員与党の探索が行われ、流刑・死罪の処断がなされた。能員の妻妾ならびに能員の末子である2歳の男子は和田義盛に預けられ、安房国へ配流となった。小御所の跡地の死骸の下から1寸ばかりの焼け焦げた小袖が見つかり、乳母が一幡のものであると証言した。
- 4日：小笠原長経、中野能成、細野四郎兵衛尉が能員与党として拘禁された。島津忠久は能員の連座で大隅国・薩摩国・日向国の守護を没収された。
- 5日：危篤を脱して若干病状が回復した頼家は、嫡男・一幡と比企一族の滅亡を知ると激昂し、堀親家を使者として仁田忠常と和田義盛に北条時政を討つよう御教書を送る。しかし義盛はその御教書を時政の下にもたらす。時政は親家を捕らえ工藤行光に殺害させた。
- 6日：能員追討の恩賞のため、仁田忠常が時政の名越邸に呼ばれるが、帰宅の遅れを怪しんだ忠常の弟達が北条義時の元へ押しかけ、忠常と弟2人は誅殺された。
- 7日：政子の命により頼家が出家。
- 10日：千幡が時政邸に移り、御家人らに所領を安堵する文書が時政によって下された。
- 15日：千幡の乳母阿波局が、時政の妻牧の方に悪意があって、時政邸に置いておいては実朝の身が危険であると政子に告げる。政子は千幡の身を時政邸から引き取り、狼狽する時政に千幡が成人するまで政子と同所で養育すると告げる。
- 9月15日：千幡に征夷大将軍が宣下される。
- 19日：比企能員の残党中野能成以下の所領が没収される。
- 21日：時政と広元の評議によって頼家の鎌倉追放が決定される。
- 29日：頼家が伊豆修禅寺に退く。

こうして、頼家の外戚として権勢を誇った比企一族は、たった1日で滅亡してしまった。

## 吾妻鏡以外の事件に関する史料・文献
事件当時に記録された京都貴族の日記、その他の文献史料によれば、事件の経過は『吾妻鏡』の記述と異なっている。
藤原定家の日記『明月記』によると、建仁3年（1203年）9月7日に鎌倉からの使者が到着して、頼家が1日に死去したと報じ、その後継をめぐって家臣の間に権力をめぐる争いが起こり、頼家の子が頼家の祖父時政に殺されて、頼家に心を寄せた在京御家人も討たれ、また朝廷に実朝の将軍就任要請がされたことが記されており、同様の記録が近衛家実の『猪隈関白記』、白川伯王家業資王の『業資王記』などにも見られる。頼家が死んだものとして実朝の将軍就任を要請する使者が京都に到着した9月7日は、頼家が出家させられた当日である。
鎌倉から京までの使者の進行速度からすれば、使者は9月1日か2日に鎌倉を出発しており、まさに比企一族が滅ぼされた前後である。使者が送られた時点では頼家はすでに危篤であり、一幡・比企能員の殺害が予定されていたものと考えられる。
また、事件当日に時政邸を警護した小代行平の子孫が記した置文の『小代文書』には、比企能員が単身、平服で時政邸を訪れたことが記されている。『吾妻鏡』で頼家与党として処罰されたとされている中野能成は、比企氏が滅ぼされた2日後の9月4日の日付で「比企能員の非法のため、所領を濫妨されたそうだが、特別処遇を与える」という時政による所領安堵の書状が『市河文書』に残されている。時政の子北条時房は頼家の近習であり、この能成とは深い関係があった。
慈円の『愚管抄』によれば、頼家は大江広元の屋敷に滞在中に病が重くなったので、8月30日に自分から出家し、あとは全て子の一幡に譲ろうとした。これでは比企能員の全盛時代になると恐れた時政が、9月2日に能員を呼び出して天野遠景に組み付かせ、仁田忠常に刺し殺させた。そして広元の屋敷に武士を送って頼家を監視下に置き、同時に小御所にいる一幡を殺そうと軍勢を差し向けた。一幡は母が抱いて逃げ延びたが、残る比企一族は能員の息子たち、糟屋有季、笠原親景、渋河兼忠、婿の児玉党など皆討たれた。また忠常は頼家の側近として特に重んじられた者だったが、頼家の状態を知らなかったため能員を討ったものの、5日に侍所に2人で出仕していた北条義時と戦って討たれた。一方、出家直後から徐々に回復した頼家は、一幡の世になって皆が仲良くしているだろうと思っていたところ、比企氏が滅ぼされた2日にこれを聞いて激怒。病み上がりの状態で太刀を手に立ち上がったが政子がこれを押さえ付け、10日に修禅寺に押し込めてしまった。さらに11月3日になって一幡は義時の手勢に捕らえられ、義時の郎党の藤馬という者に刺し殺されて埋められたという。

## 吾妻鏡の問題点
『愚管抄』は比企能員の縁者（能員の聟・糟屋有季の遺族）から伝えられた情報を元に記されている。『吾妻鏡』と『愚管抄』を比較した際、『吾妻鏡』にはいくつか問題点が浮かび上がる。それは以下の通りである。
- 『吾妻鏡』では、頼家と能員が御所の寝所で時政討伐の密談をしており、それを盗み聞きした政子から、時政がすぐに報告を受け、能員への対抗策を尋ねに大江広元邸に赴いているが、『愚管抄』では頼家が広元邸で昏睡状態に陥ったと記述しており、時政討伐の密談の場所と能員対策の相談の場所が同一（広元邸）になってしまい、また本当に時政討伐の密談がなされていたのか疑わしい点[1]。
- 『吾妻鏡』では、比企氏の反乱を宣言した政子の命令で比企氏討伐軍が派遣されているが、『愚管抄』では時政が能員討伐に続いて小御所を襲撃したと記されており、後者が正しければ比企能員の変は「北条時政のクーデター」となる点[1]。
- 『吾妻鏡』では頼家の嫡子・一幡は小御所合戦で焼死したとされているが、『愚管抄』によれば義時が郎党の藤馬（『鎌倉年代記裏書』では藤右馬允）に一幡を殺害させたと記している点[1]。

## 北条氏による謀略説
事件の発端となった能員と頼家の密謀そのものが、事件後に北条氏によってでっちあげられた捏造であったとする説がある。この事件以後、主に北条氏と有力御家人との間の政争が続くため、この事件をその発端と考える見方である。この説において見逃せないのは、この事件の背景に専制を強める将軍およびその近臣勢力と東国有力御家人との対立が考えられることである。後世に鎌倉幕府の執権職を世襲する北条氏であるが、この事件当時それほど大きな力を持っていたわけではなかった。表面的に北条氏の活躍が目立つものの、実際は東国有力御家人の諒解のもとにこの事件は進行したと考えられる。

### 北条政子の役割
『吾妻鏡』の記述によれば、比企氏討伐も頼家の幽閉も政子の「仰」であったとされる。また、事件の発端となった頼家死後の一幡と千幡の諸国守護の分掌も、政子の積極的な関与が見て取れる。実朝の代になっても様々な場面で政子が決定的な役割を担っていることも多く、北条氏を含めた東国御家人勢力とは別個に、調停者としての政子が存在していたとも考えられる。
また、この時期の政子の地位について注目すべきものとして以下の二つがあげられる。一つは、頼朝の後家として頼朝の法事を含め幕府の宗教体制の中心的存在であったこと。二つは、幕府の実務官僚であった大江広元ら京下りの吏僚たちを掌握していたことである。彼らは幕府内にあって将軍権力と有力御家人の間の中間勢力をなしていたと言われており、彼らを掌握していたからこそ政子は調停者として振る舞うことが出来たとも考えられる。
以上をふまえれば、頼朝死後の鎌倉幕府将軍の権力は、将軍職は頼家が継いだものの、生前の頼朝が持っていた地位と権力は実際は政子と頼家により分掌されていたと考えることもできる。そして、政子の関与により頼家から実朝への将軍職委譲がなされたという事件の側面を見ることができるとともに、鎌倉幕府の権力構造を考える上で、のちの執権職につながる役割を考察する材料となる。

## 地方への波及
「比企能員の変」による比企氏の没落は、比企氏が勢力圏としていた北陸地方にも影響を及ぼした。遡って木曾義仲が没落した頃、寿永3年（1184年）4月に源頼朝は比企朝宗を北陸道勧農使に任命しており、これによって比企氏は義仲の勢力圏であった信濃・北陸道一帯に進出していた。しかし、比企朝宗の進出は北陸道諸国に混乱を呼び、文治2年（1186年）6月17日に越中国般若荘の領主である内大臣徳大寺実定が武士の押妨の排除を要求したことが決定打となり、同年6月21日に頼朝より地頭停止令が発令されることとなった。
この地頭停止令は源頼朝が京の朝廷に対して妥協した結果発令されたものであるが、頼家への代替わり後に比企氏はこの協定を覆す形で北陸道諸国の再掌握を図った。越中国では比企氏の分家と見られる太田朝季が越中守護（もしくは守護代）を標榜し、石黒荘では正治3年（1201年）7月前頃に山田郷で惟憲なる人物が地頭に補任され、翌年には太田朝季が藤原定直に対して「地頭沙汰事」を安堵したとの記録が残っている。一連の比企氏の動きは頼朝時代の地頭停止令を一方的に無視するものであり、弘瀬・山田郷地頭領家の仁和寺より抗議を受けた源頼家が、7月4日付請文で山田郷地頭補任を否定する事態にまで至っている。
「比企能員の変」が勃発すると、越中国でも「朝季とその郎従が謀反を企んでいる」ことが問題視され、政変を主導した北条時政は比企氏残党を殲滅すべく、越中の国人に対しても招集をかけた。この翌年、山田郷地頭の惟憲が「科」があったことを理由に仁和寺の申し入れによって地頭職を停止された事、太海・院林両郷の地頭職も停止された事は、まさに太田朝季に加担したことにより討伐されてしまったためと考えられている。一方、弘瀬郷地頭の定直は折あしく上京中であったが、急ぎ9月8日に越中に帰国し、国人仲間のとりなしを得て起請文を出し、同年11月3日に引き続き本領を安堵することを認められたという。
越中中世史研究者の久保尚文は、上記の経緯から「比企能員の変」が単なる北条氏と比企氏の内部抗争というだけではなく、公武間の抗争を再燃させかねない路線を取る比企氏とそれを批判する北条氏の対立という側面を有していたことを指摘している。

## その後

### 源頼家
頼家は変の翌年の元久元年（1204年）7月18日、伊豆国修禅寺にて23歳で没した。『吾妻鏡』は頼家の死因については一切触れず、19日に飛脚から頼家死去の報があったことを記すのみである。
『愚管抄』や『武家年代記』『増鏡』によれば、頼家は北条義時の送った刺客により襲撃され、激しく抵抗したところを首に紐を巻き付けられ、陰嚢をとって刺し殺されたという。『保暦間記』によると入浴中に襲われたとある。

### 石碑と法要
宗悟寺（埼玉県東松山市）には「比企一族顕彰碑」が建立されている。比企能員の変から820年目の2023年（令和5年）9月2日には比企氏を供養する法要が営まれた。

## 画像集

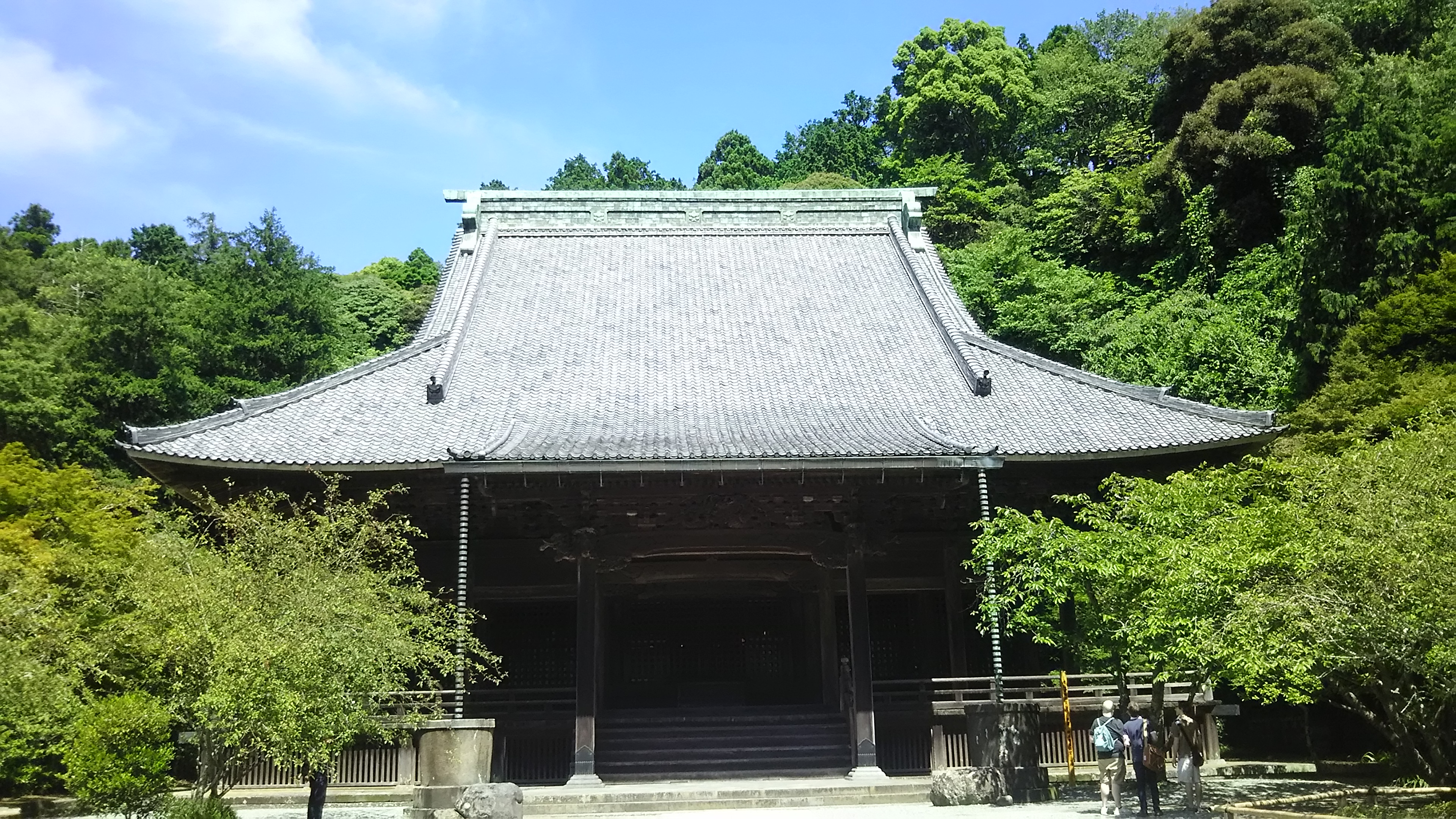
祖師堂、鎌倉妙本寺
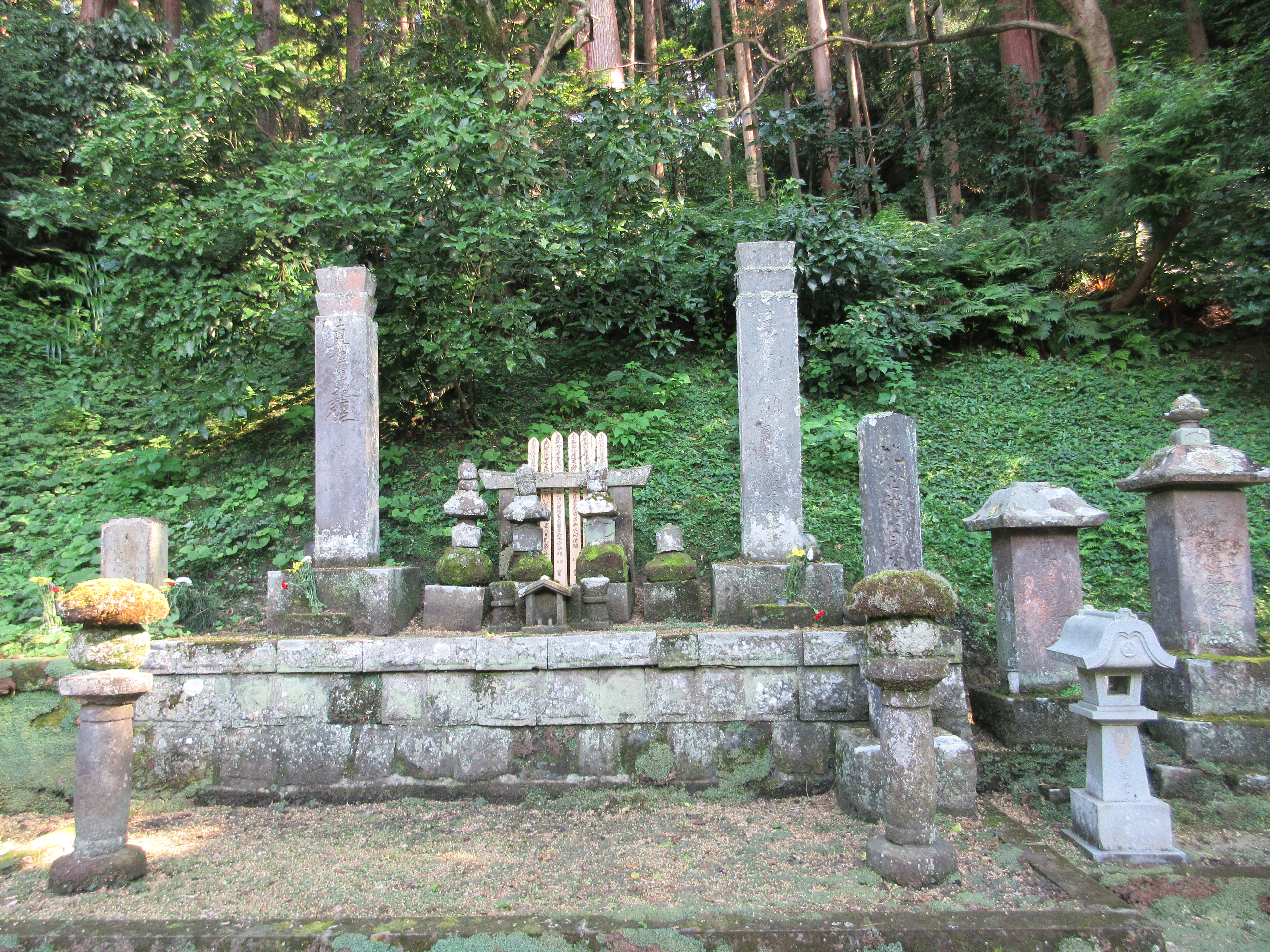
比企一族の墓、祖師堂向かって右側
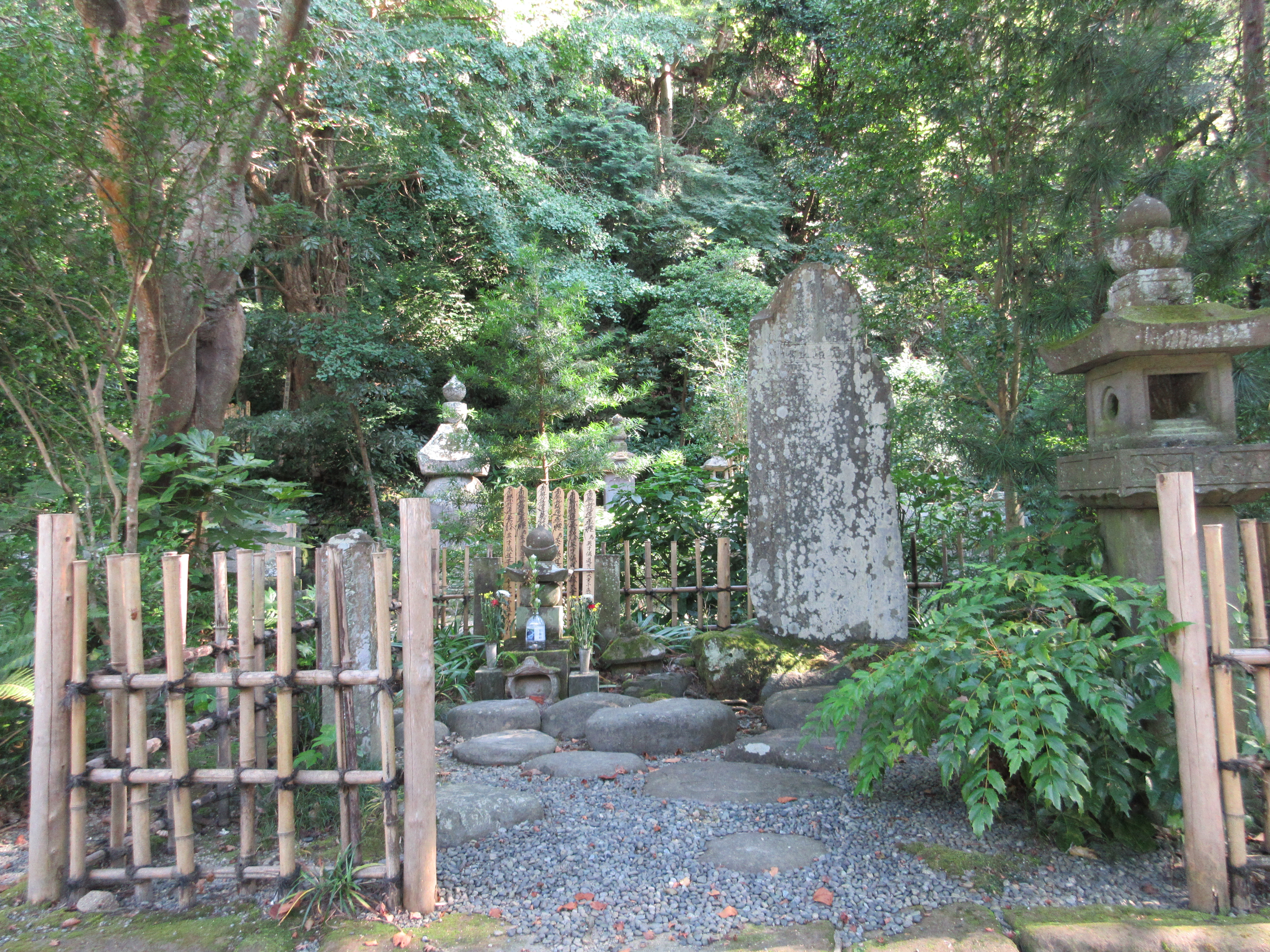
一幡之君袖塚、比企一族の墓手前